# کاتلین (فلوریدا)
کاتلین (به انگلیسی: Kathleen) یک منطقهٔ مسکونی در ایالات متحده آمریکا است که در شهرستان پولک، فلوریدا واقع شده‌است. کاتلین ۸٫۶ کیلومتر مربع مساحت و ۳٬۲۸۰ نفر جمعیت دارد و ۴۴ متر بالاتر از سطح دریا واقع شده‌است.